# Scabropezia flavovirens
Scabropezia flavovirens är en svampart som tillhör divisionen sporsäcksvampar, och som först beskrevs av Karl Wilhelm Gottlieb Leopold Fuckel, och fick sitt nu gällande namn av Henry Dissing och Donald H. Pfister. Scabropezia flavovirens ingår i släktet Scabropezia, och familjen Pezizaceae. Arten är reproducerande i Sverige.